# Бамбата
Бамбата — комплекс археологических культур в одноимённой пещере в Южной Родезии (Африка), датируемых примерно 4 тыс. до н. э.

## Исследования и Артефакты
Пещеры активно исследовались с 1918 года.
Известные исследователи :
- А. Джонсон.
- Н. Джонсон.
- Л. Армстронг

В нижних слоях обнаружены — кварцитовые орудия, которые отнесены к «родезийской», «протостиллбейской» культуре палеолита.
В верхних слоях обнаружены — орудия со следами отжимной ретуши.
Артефакты указывают длительное проживание в этой пещере предков современных бушменов.
В пещере Бамбата найдены были шарики и куски жёлтой охры, бурого и красного гематита, и инструменты типа «карандашей», также найдены следы использования их для раскраски скальной поверхности, причем уцелели рисунки, выполненные этой «пастелью» каменного века (сделанными жёлтой краской). Рисунки посвящены изображению животных, преимущественно антилопы.